# Вомбатоподобни
Вомбатоподобни (Vombatiformes) е един от трите подразреда на разред Двурезцови торбести. Представен е от седем семейства като само в две от тях има съвременни представители – един в семейство Phascolarctidae с представител Коала и Vombatidae с три вида вомбата.
Сред изчезналите представители на вида са най-известни тези от род Diprotodon на семейство Diprotodontidae. Това са гигантски вомбати, някои от които са изчезнали преди около 40 хил. години през плейстоцена. Смята се, че тези представители са били прототип на митологичното за аборигенската култура същество Бунайп.
Подразред Вомбатоподобни е представен с видове характерни с компактното си тяло. Това контрастира с представителите на останалите два подразреда. Много изследователи приемат, че родството между коалата и вомбатите е голямо. Те възникнали от общ предшественик живял в неозой.

## Класификация
Подразред Vombatiformes
- Семейство Phascolarctidae: с единствен съвременен представител Коала[2]
  - Род †Cundokoala
  - Род †Perikoala
  - Род †Madakoala
  - Род †Koobor
  - Род †Litokoala
  - Род †Nimiokoala
  - Род Phascolarctos
- Семейство Vombatidae: Вомбати (3 съвременни вида)
  - Род †Rhizophascolomus
  - Род Vombatus
  - Род †Phascolonus
  - Род †Warendja
  - Род †Ramasayia
  - Род Lasiorhinus
- Семейство †Ilariidae
  - Род †Kuterintja
  - Род †Ilaria
- Семейство †Palorchestidae
  - Род †Palorchestes
  - Род †Propalorchestes
  - Род †Ngapakaldia
  - Род †Pitikantia
- Надемейство †Diprotodontoidea
  - Род †Alkwertatherium
  - Семейство †Zygomaturidae
    - Род †Silvabestius
    - Род †Neohelos
    - Род †Raemeotherium
    - Род †Plaisiodon
    - Род †Zygomaturus
    - Род †Kolopsis
    - Род †Kolopsoides
    - Род †Hulitherium
    - Род †Maokopia

  - Семейство †Diprotodontidae
    - Род †Bematherium
    - Род †Pyramios
    - Род †Nototherium
    - Род †Meniscolophus
    - Род †Euryzygoma
    - Род †Diprotodon
    - Род †Euowenia
    - Род †Stenomerus